# Тейлор Кітч
Тейлор Кітч (англ. Taylor Kitsch; нар. 8 квітня 1981, Келоуна, Канада) — канадський актор та модель. Найбільш відомий за серіалами та фільмами «Нічні вогні п'ятниці», «Люди Ікс: Початок. Росомаха», «Джон Картер», «Морський Бій», «Особливо небезпечні», «Справжній детектив» та ін.

## Фільмографія

### Фільми
| Рік  |    | Українська назва             | Оригінальна назва           | Роль                      |
| ---- | -- | ---------------------------- | --------------------------- | ------------------------- |
| 2006 | ф  | Здохни, Джон Такер!          | John Tucker Must Die        | Джастін                   |
| 2006 | ф  | Зміїний політ                | Snakes on a Plane           | Кайл                      |
| 2006 | ф  | Угода з дияволом             | The Covenant                | Пог Перрі                 |
| 2008 | ф  | Госпер Хіл                   | Gospel Hill                 | Джоел Геррод              |
| 2009 | ф  | Люди-Х: Росомаха             | X-Men Origins: Wolverine    | Ремі ЛеБо / Ґамбіт        |
| 2010 | ф  | Клуб зірвиголов              | The Bang Bang Club          | Кевін Картер              |
| 2012 | ф  | Джон Картер: між двох світів | John Carter                 | Джон Картер               |
| 2012 | ф  | Морський бій                 | Battleship                  | лейтенант Алекс Гоппер    |
| 2012 | ф  | Дикуни                       | Savages                     | Чон                       |
| 2012 | в  | Дикуни: Допити               | Savages: The Interrogations | Чон                       |
| 2013 | ф  | Грандіозне зваблення         | The Grand Seduction         | д-р Пол Льюїс             |
| 2013 | ф  | Уцілілий                     | Lone Survivor               | Майкл Мерфі               |
| 2014 | кф | Уламки                       | The Pieces                  | Кайл                      |
| 2016 | мф | Супергерої                   | Bling                       | Сем (голос)               |
| 2017 | ф  | Американський убивця         | American Assassin           | «Примара»                 |
| 2017 | кф | Розкол                       | The Dig                     | Бад                       |
| 2017 | ф  | Вогнеборці                   | Only the Brave              | Крістофер «Кріс» Маккензі |
| 2019 | ф  | 21 міст                      | 21 Bridges                  | Рей Джексон               |
|      | ф  |                              | Inferno                     | Девід Мітчелл             |

### Телебачення
| Рік       |    | Українська назва               | Оригінальна назва   | Роль                                 |
| --------- | -- | ------------------------------ | ------------------- | ------------------------------------ |
| 2006      | с  | Годіва                         | Godiva's            | Колм (Епізод: «Flipping Switches»)   |
| 2006      | с  | Кайл XY                        | Kyle XY             | чоловік у кемпінгу (Епізод: «Pilot») |
| 2006—2011 | с  | Нічні вогні п'ятниці           | Friday Night Lights | Тім Ріґґінс (68 епізодів)            |
| 2014      | тф | Звичайне серце                 | The Normal Heart    | Брюс Найлз                           |
| 2015      | с  | Справжній детектив (2-й сезон) | True Detective      | Пол Вудроу (8 епізодів)              |
| 2018      | с  | Вейко                          | Waco                | Девід Кореш (6 епізодів)             |
| 2020      | с  |                                | Shadowplay          | Макс Маклафлін (8 епізодів)          |
| 2022      | с  | Список смертників              | The Terminal List   | Бен Едвардс                          |
| 2023      | с  | Таблетка від болю              | Painkiller          | Глен Кригер (6 епізодів)             |
| 2025      | с  | Первісна Америка               | American Primeval   | Айзек (6 епізодів)                   |